# Nances
Nances è un comune francese di 439 abitanti situato nel dipartimento della Savoia della regione dell'Alvernia-Rodano-Alpi. Si trova sulle rive del Lago di Aiguebelette.

## Storia
Da Nances, in epoca romana, passava la via delle Gallie, strada romana consolare fatta costruire da Augusto per collegare la Pianura Padana con la Gallia.

## Società

### Evoluzione demografica
Abitanti censiti

## Amministrazione
| Periodo | Periodo | Primo cittadino                        | Partito             | Carica | Note                                             |
| ------- | ------- | -------------------------------------- | ------------------- | ------ | ------------------------------------------------ |
| 1860    | 1865    | Joseph Bellemin (1812-1865)            | ...                 | ...    |                                                  |
| 1866    | 1870    | Jacques Chaperon (1815-1890)           | ...                 | ...    |                                                  |
| 1871    | 1873    | Joseph Veuillet (1825-1895)            | ...                 | ...    |                                                  |
| 1874    | 1891    | Joseph Bellemin (1838-1902)            | ...                 | ...    | Figlio del fu Joseph                             |
| 1892    | 1905    | François Guillet (1844-1918)           | ...                 | ...    |                                                  |
| 1906    | 1918    | Joseph Marie Bellemin (1856-1927)      | ...                 | ...    |                                                  |
| 1919    | 1926    | Joseph Merle (1862-1947)               | ...                 | ...    |                                                  |
| 1927    | 1928    | Edouard Lacoste (1870-1940)            | ...                 | ...    |                                                  |
| 1929    | 1943    | Joseph Merle (1862-1947)               | ...                 | ...    |                                                  |
| 1944    | 1944    | Eugène-Jean Bellemin Cadet (1900-1985) | ...                 | ...    | Comité local de libération                       |
| 1945    | 1952    | Eugène-Jean Bellemin Cadet (1900-1985) | ...                 | ...    |                                                  |
| 1953    | 1971    | Alexandre Michaud (1920-2011)          | ...                 | ...    |                                                  |
| 1972    | 1976    | Robert Grenier                         | ...                 | ...    |                                                  |
| 1977    | 2017    | Bernard Veuillet (1943-2017)           | Divers gauche (DVG) | ...    | Consigliere regionale. Deceduto nel gennaio 2017 |
| 2017    | ...     | Alexandre Fauge                        | ...                 | ...    |                                                  |